# Dasybasis grenieri
Dasybasis grenieri är en tvåvingeart som först beskrevs av M. Josephine Mackerras och Rageau 1958.  Dasybasis grenieri ingår i släktet Dasybasis och familjen bromsar. Inga underarter finns listade i Catalogue of Life.